# El imperio de la fortuna
El imperio de la fortuna é um filme de drama mexicano de 1986 dirigido e escrito por Arturo Ripstein. Foi selecionado como representante do México à edição do Oscar 1987, organizada pela Academia de Artes e Ciências Cinematográficas.

## Elenco
- Ernesto Gómez Cruz - Dionisio Pinzón
- Blanca Guerra - La Caponera
- Alejandro Parodi - Lorenzo Benavides
- Zaide Silvia Gutiérrez - La Pinzona
- Socorro Avelar - Madre de Dionisio
- Juan Antonio Llanes - Cura de San Miguel
- Carlos Cardán - Don Isabel
- Loló Navarro - Doña Iris